# Sint-Elisabethklooster (Rugge)
Het voormalige Sint-Elisabethklooster stond op het kerkhof van de parochiekerk van Rugge, dat om die reden ook wel de priorij van Rugge werd genoemd. Het complex is in 1404 door heer Hugo van Heenvliet gesticht en behoorde tot de Congregatie van Windesheim. Het klooster werd ondersteund door het geslacht van Heenvliet, bevriende edelen, bisschop Frederik van Blankenheim, Keizer Maximiliaan I , Filips I van Castilië en Keizer Karel V.
Het Sint-Elisabethklooster is rond 1 april 1572 door de Watergeuzen onder leiding van Willem II van der Marck Lumey geplunderd en verwoest. De Martelaren van Gorcum werden op 9 juli dat jaar in de turfschuur van het klooster opgehangen. De lichamen werden verminkt en later in een massagraf begraven. De ruïne werd in 1657 geveild.

## Personen verbonden aan het klooster
- Sint Jan van Oisterwijk: Kanunnik[3]
- Georgius van Antwerpen: Prior[4]
- Hugo van Rugge: Kanunnik, schrijver van de vito Levensbeschrijving van Liduina (vóór 1440)[5]